# Горьківський автомобільний завод
ГАЗ, Горьківський автомобільний завод (протягом 1935–1957 рр. — був ЗіМом (завод ім. Молотова), GAZ — російський завод з виробництва легкових автомобілів марок «Волга», «Чайка», вантажівок марки «ГАЗ»; також мікроавтобусів "Газель" та "Соболь". Крім того, протягом 2006-2009 рр. був власником англійської компанії LDV. Штаб-квартира розташована у Нижньому Новгороді (починаючі 1932 аж до 1990 мав назву Горький).
ГАЗ — одне з найбільших російських (до розпаду СРСР — радянських) підприємств автомобільної промисловості. Емблема заводу, яку прийняли в 1950 році, повторює частину стародавнього герба Нижнього Новгорода з гарцюючим оленем. Деталі емблеми з роками варіювалися.

## Історія

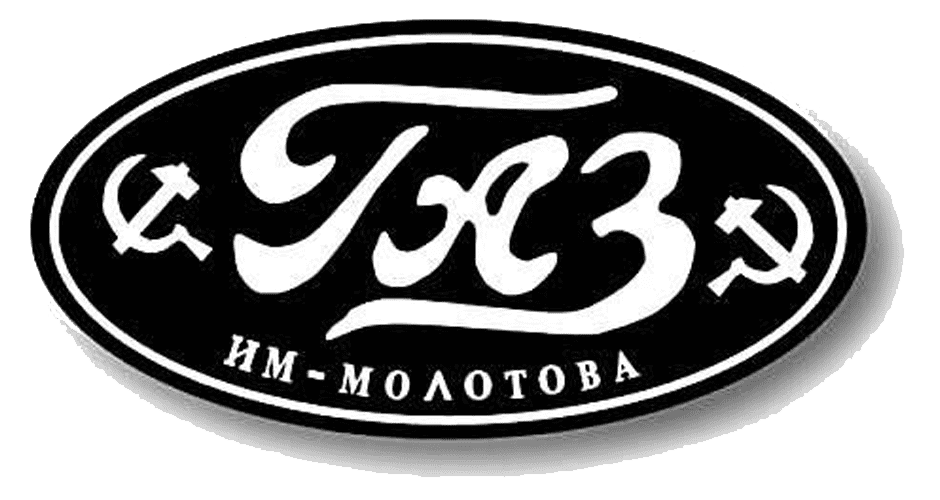
ГАЗ Логотип

FORD Логотип

Відкрите акціонерне товариство «ГАЗ» (раніше «Горьківський автомобільний завод») бере свій початок з 1929 р.
4 березня 1929 р. ухвалено рішення ВРНГ СРСР і підписано наказ про будівництво автомобільного заводу.
6 квітня 1929 р. затверджено рішення про вибір району будівництва майбутнього автозаводу — біля міста Нижнього Новгорода.
31 травня 1929 р. ВРНГ СРСР і американська фірма «Ford Motor Company» уклали угоду про технічну допомогу з організації і налагодження масового виробництва легкових автомобілів типу «Ford-А» і вантажних автомобілів типу «Ford-АА». Технологічне і будівельне проєктування велося в Америці за тісної співпраці з фірмою «Ford Motor Company». Архітектурно-будівельний проєкт розроблявся фірмою «Austin & K».
2 травня 1930 р. під Нижнім Новгородом був закладений перший камінь у фундамент майбутнього автомобільного заводу. Завдяки вдалому проєкту, умілому керівництву, особистій відповідальності кожного учасника завод був побудований за 18 місяців.
1 січня 1932 р. автозавод вступив в дію.
29 січня 1932 р. з конвеєра зійшов перший автомобіль — вантажівка ГАЗ-АА.
З грудня 1932 р. на автозаводі почалося складання легкового автомобіля середнього класу ГАЗ-А.
Перші автомобілі моделей ГАЗ-А і ГАЗ-АА виготовлялися за кресленнями американської фірми «Форд». Попри це, вони вже дещо відрізнялися від американських прототипів: для радянського варіанту були посилені картер зчеплення і рульовий механізм. Поєднуючи використання фордівських розробок з пошуком і впровадженням своїх рішень, конструктори створили немало модифікацій на базі «полуторки».
У 1933 р. з'явився автобус службового призначення ГАЗ-03-30. В кінці 1934 р. на конвеєр поставили тривісну вантажівку ГАЗ-ААА. Пізніше з'явився самоскид ГАЗ-410. А в 1937 р. на філіалі Горьківського автомобільного заводу розпочали виробництво санітарного автобуса ГАЗ-55. Також у ті роки було створено і газогенераторну вантажівку ГАЗ-42. На базі автомобіля ГАЗ-А був створений пікап ГАЗ-4 з суцільнометалевою кабіною і металевою платформою на 500 кг вантажу. Пікапи ГАЗ-4 почали сходити з конвеєра у 1933 р.
Важливою датою в біографії заводу став день 17 квітня 1935 року, коли з конвеєра зійшов стотисячний автомобіль. Це був легковий ГАЗ-А.
Так, в 30-і роки, вперше в СРСР за технічної допомоги американських фахівців з «Ford Motor Company» було освоєне конвеєрне потокове виробництво автомобілів.
Новою віхою в історії заводу стало створення і освоєння легкового автомобіля М-1. Масовий рух за оволодіння технікою і підвищення продуктивності праці дали можливість в найкоротші терміни провести підготовку виробництва нових автомобілів. За угодою, підписаною з фірмою «Форд», цим автомобілем, як і ГАЗ-А, був також визначений свій фордівский прототип. Проте конструкторський колектив ГАЗу, очолений в 1933 р. талановитим фахівцем і організатором А. О. Ліпгартом, враховуючи не тільки набутий досвід виробництва і експлуатації першої моделі, але і свою власну точку зору на вітчизняний автомобіль, рішуче відмовився від копіювання американського зразка. Так, замість встановлення двигуна V-8 з американського аналога, був форсований з 40 до 50 к. с. і істотно модернізований чотирициліндровий, що вже випускався. Але головні зміни зазнало шасі: були створені рама підвищеної міцності і нова конструкція підвіски (на чотирьох ресорах замість двох поперечних у аналога); спиці колеса поступилися місцем дисковим штампованим з шинами збільшеної розмірності. Причини зрозумілі: фордівське шасі виявилося фактично непридатним до роботи в умовах радянських доріг. У результаті ГАЗ-М1, як і всі подальші моделі легкових автомобілів ГАЗ, виявився витривалим, міцним, невибагливим.
Зовнішній вигляд автомобіля теж був змінений: за рахунок укрупнення передньої частини і подовженої рами та колісної бази кращими стали пропорції, цікавішою стала зовнішність всієї передньої частини — крил капота і облицювання радіатора. Таким чином, конструкторський колектив заводу створенням автомобіля ГАЗ-М1 не тільки витримав важливий іспит, але й заклав основи конструкторської школи ГАЗу. У 1937 р. автомобіль М-1 гідно представив СРСР на Всесвітній промисловій виставці в Парижі.
У моделі ГАЗ-М1 своєрідна біографія. Рік за роком, модернізуючись в деталях, вона вірою і правдою служила людям з кінця 30-х до 50-х років, включаючи війну. На базі М-1 був розроблений і серійно випускався пікап ГАЗ-415 вантажопідйомністю 400 кг. Випускалися «Емки» і з 6-ти циліндровим двигуном, що одержав індекс ГАЗ-11. Цей двигун робочим об'ємом 3485 см³ і потужністю 76 к. с. не тільки дозволив поліпшити динаміку, але і відкрив перспективи для його застосування на майбутніх конструкціях вантажних автомобілів, а в роки війни — на легких танках і самохідних установках.
Легковий автомобіль з новим двигуном одержав індекс ГАЗ-11-73. Його перші зразки були готові у 1938 році. Окрім силової установки, на автомобілях було введено ще цілий ряд удосконалень: подовжені передні ресори, ефективніші гальма, нова панель приладів та ін. На базі ГАЗ-11-73 був створений автомобіль ГАЗ-11-40 з кузовом фаетон, почати серійне виробництво якого перешкодила війна. А ось повнопривідна модифікація ГАЗ-61, створена В. А. Грачовим, випускалася серійно. Автомобіль міг долати підйоми крутизною 38°, без зусиль долав круті пішохідні сходи, долав брід завглибшки 720 мм. Фахівці стверджували, що при встановленні спеціальних шин з розвиненими ґрунтозачепами ГАЗ-61 за прохідністю перевершував напівгусеничні машини.
До кінця 30-х років ГАЗ став провідним автозаводом країни і дав СРСР 450 тисяч автомобілів. Він освоїв виробництво 17-ти моделей і модифікацій автомобілів і виробляв 68,3 % всіх автомобілів, що випускалися в СРСР. Велика заслуга в цьому належить першому директору заводу С. С. Дьяконову (1898—1938).

### Роки війни

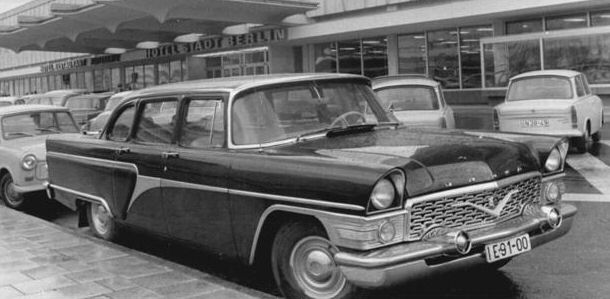
ГАЗ-13 «Чайка»

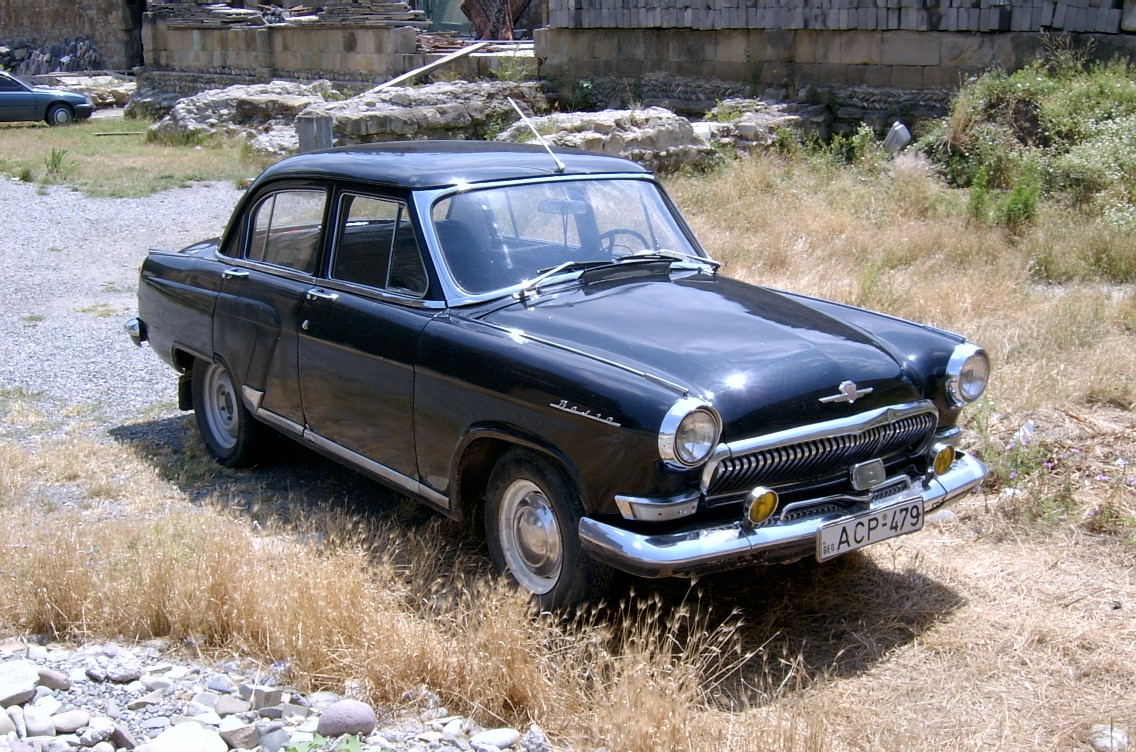
ГАЗ-21 «Волга»

У роки німецько-радянської війни робота підприємства цілком підпорядковувалась потребам фронту.
Друга світова війна зажадала переорієнтації заводу на випуск бойової техніки. Заводські конструктори і технологи оперативно розробили і підготували до виробництва нові машини: всюдиходи ГАЗ-64 і ГАЗ-67, бронеавтомобілі БА-64, БА-64Б, танки Т-60, Т-70. Разом з вантажними автомобілями завод розгорнув випуск самохідних гармат, боєприпасів і різного військового спорядження.
Видатними конструкторами — новаторами у створенні бойової техніки проявили себе А. А. Ліпгарт, М. О. Астров, В. А. Дєдков, В. А. Грачов, А. М. Крігер, Л. В. Косткін, Ю. Н. Сорочкін, В. К. Рубцов.
За роки німецько-радянської війни ГАЗ випустив:
- автомобілів — 176221 шт.
- танків — близько 12000 шт.
- самохідних установок — більше 9000 шт.
- мінометів — 24000 шт.
- автомобільних двигунів — 232000 шт.

### 1945—1970рр.
Після закінчення війни на заводі була налагоджена робота із створення нових моделей легкових автомобілів. Першою з'явилася знаменита «Побєда» М-20 (потужність двигуна 50 к. с., швидкість 105 км/г), а також ГАЗ-12 і ГАЗ-69.
1956 ознаменував новий етап в розвитку заводу — на зміну «Побєді» прийшла «Волга» ГАЗ-21. А з 1959 розпочався випуск сучаснішої і комфортабельнішої моделі «Чайка» ГАЗ-13 з двигуном потужністю 150 к. с. (у подальші роки потужність моделі ГАЗ-14 досягла 220 к. с.).
У 1969 замість старої «Волги» було освоєно виробництво нової моделі ГАЗ-24.

### Реконструкція

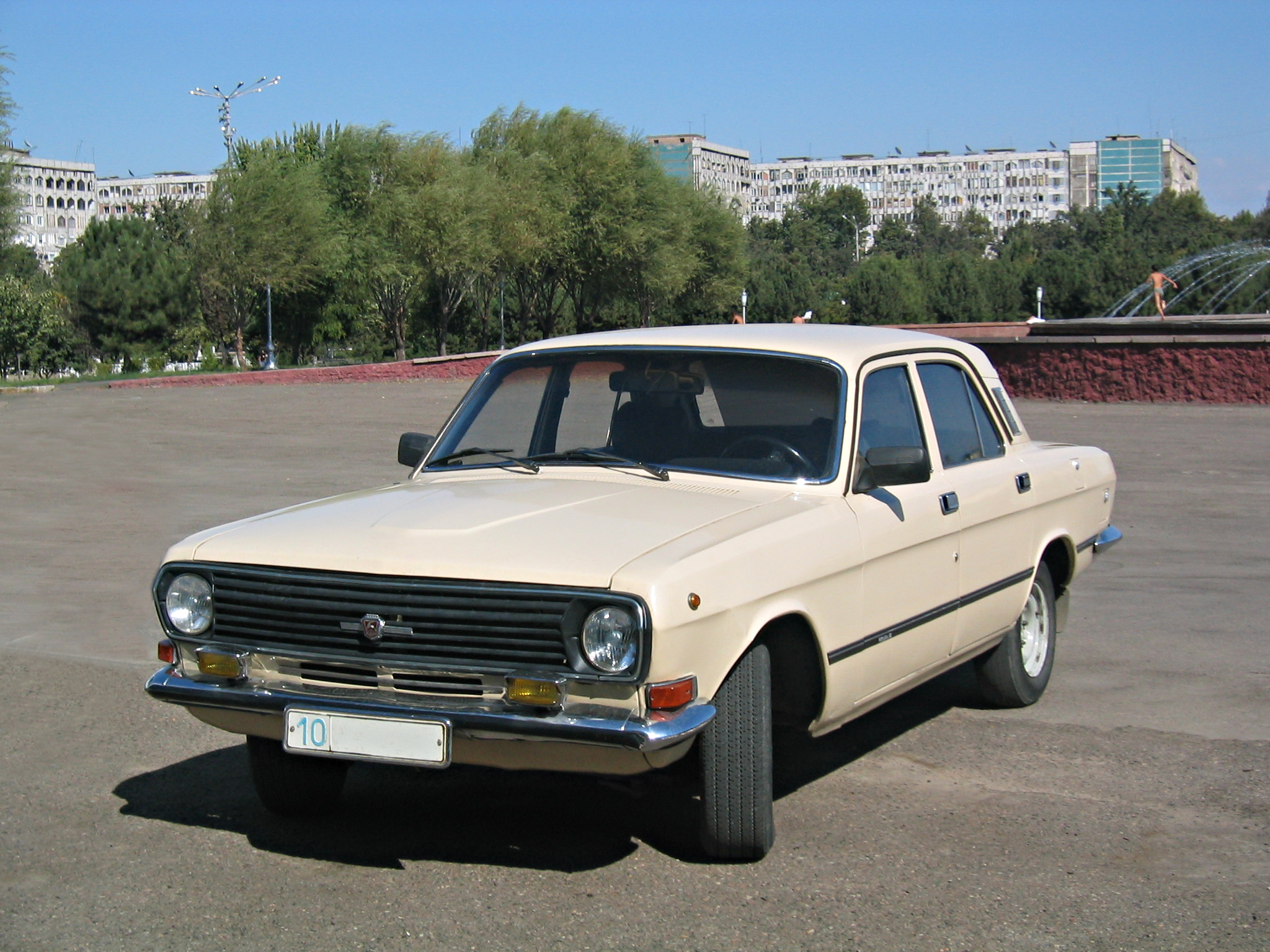
ГАЗ-24 «Волга»

Після розпаду Радянського Союзу ГАЗ одним з перших зумів адаптуватися до нових ринкових умов.
На початку 80-х років була створена модель 3102, оснащена двигуном потужністю 100 к. с., а в 1997 заводські інженери, піддавши її конструктивному оновленню, розробили сучасну базову модель ГАЗ-3110 з двигуном потужністю 100—150 к. с.
Крім того, у 1997 була підписана угода між ГАЗ і італійським концерном Fiat про створення спільного підприємства під назвою «Нижнєгород-моторс» із збирання легкових автомобілів трьох фіатівських марок. Через кризу 1998 ГАЗ, хоч і пристосувався до нових економічних умов набагато краще за більшість російських автомобільних підприємств, також зіткнувся із складнощами.
У 1999 р. з конвеєра заводу зійшли 125486 легкових автомобілів. В кінці року з'явився новий задньопривідний седан ГАЗ-3111. Автомобіль, створений за тісної співпраці з американською компанією Venture, значно відрізняється від своїх попередників. Довжина комфортабельного салону автомобіля збільшена на 120 мм.
У 2000 і 2001 рр. для збирання автомобілів введені в дію нові промислові потужності, для створення яких була залучена допомога ряду західних компаній і декількох десятків фірм з Росії і країн СНД. Разом з тим, недолік фінансових коштів примусив перенести терміни впровадження ряду перспективних моделей. Все більше машинокомплектів відправляються на дочірні підприємства. Автомобілі з маркою ГАЗ почали збирати в Інгушетії, Білорусі, Україні.

### Припинення виробництва легкових автомобілів

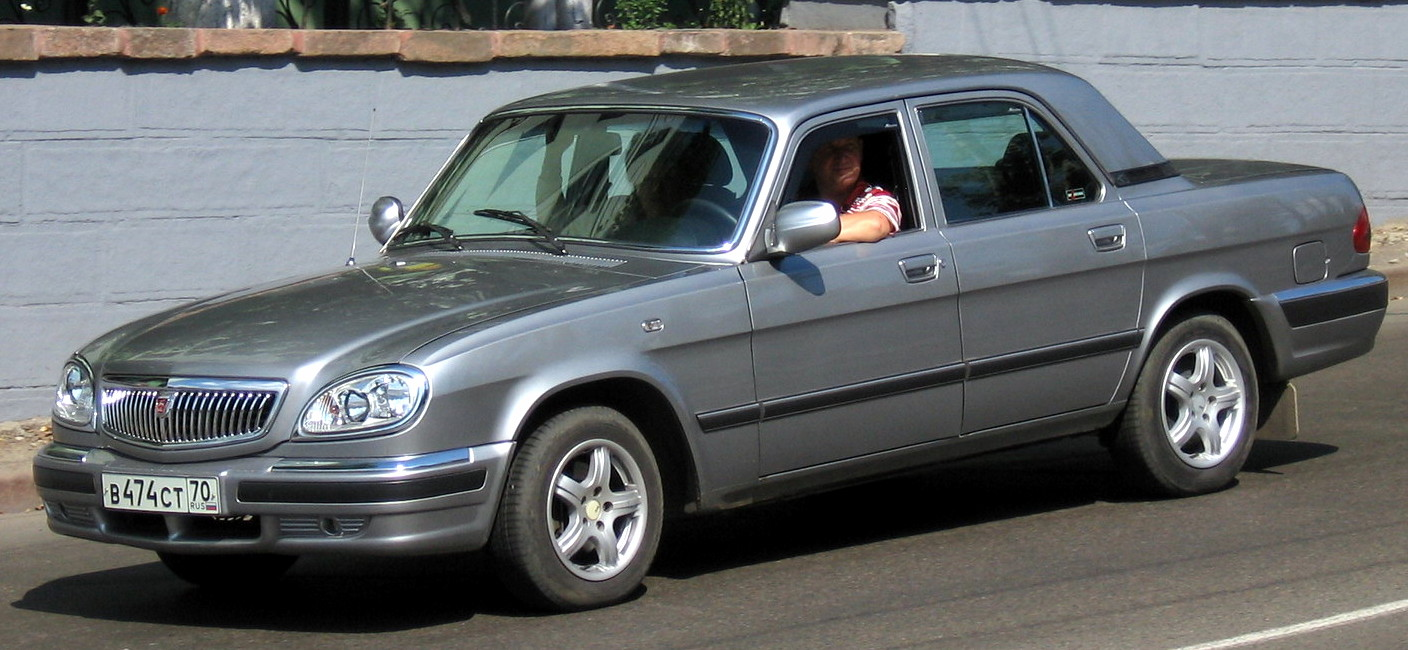
ГАЗ-31105 («Волга»)

У виробничій програмі автозаводу до 2009 року виготовляли седан ГАЗ-31105. На їх частку припадало понад 80% загального виробництва заводу. Архаїчні 90- і 100-сильні двигуни сімейства ЗМЗ-402, що ведуть свій родовід з 1958 року, поступово поступалися місцем більш довершеному 2,3-літровому агрегату ЗМЗ-4062.10, що розвиває 145 к.с. Але автомобіль не зміг витримувати зростаючої конкуренції в своєму класі і його виробництво припинили.
В 2008 році завод здійснив спробу поставити на конвеєр модель Volga Siber, що виготовлялася на базі застарілого Chrysler Sebring другого покоління. Однак, на ринку модель не мала попиту завдяки кризі 2008 року. В 2010 році завод припинив виробництво легкових автомобілів, зосередившись на комерційній техніці.

## Директори, генеральні директори заводу, президенти ВАТ
- 01.01.1932 — 28.09.1932 — Дибець Степан Семенович
- 1932—1938 — Дьяконов Сергій Сергійович
- 1938—1942 — Лоскутов Іван Кузьмич
- 1942—1943 — Лівшиць Олександр Маркович
- 1943—1948 — Лоскутов Іван Кузьмич
- 1948—1950 — Хламов Григорій Сергійович
- 1950—1952 — Веденяпін Георгій Олександрович
- 1952—1954 — Лісняк Павло Якович
- 1954—1955 — Строкін Микола Іванович
- 1955—1958 — Сазанов Микола Васильович
- 19.03.1958 — 27.07.1983 — Кисельов Іван Іванович
- 1983—1986 — Пугін Микола Андрійович
- 1986—1994 — Відяєв Борис Павлович
- 1994—2001 — Пугін Микола Андрійович
- .01.2001 — .11.2001 — Бєляєв Віктор Миколайович
- 2001—2002 — Стрежнєв Дмитро Степанович
- 2002—2005 — Баранцев Олексій Георгійович